# Чёрный Брод
Чёрный Брод (бел. Чорны Брод) — деревня в Червенском районе Минской области Белоруссии. Входит в состав Червенского сельсовета.

## Географическое положение
Находится примерно в 12 километрах юго-восточнее райцентра, в 30 километрах от железнодорожной станции Пуховичи на линии Минск-Осиповичи.

## История
На 1885 год околица в состав Пуховичской волости Игуменского уезда Минской губернии. В переписи населения Российской Империи 1897 года упоминается как застенок, где насчитывалось 10 дворов и 83 жителя. На 1908 год околица в 9 дворов, где проживали 66 человек. В 1917 году отмечены околица Чёрный Брод 1 (12 дворов, 90 жителей) и урочище Чёрный  Брод 2 (17 дворов, 84 жителя). 
С февраля по декабрь 1918 года деревня была оккупирована немецкими войсками, с августа 1919 по июль 1920 — польскими. 20 августа 1924 года вошла в состав вновь образованного Гребёнского сельсовета Червенского района Минского округа (с 20 февраля 1938 — Минской области). Согласно переписи населения СССР 1926 года насчитывалось 20 дворов, проживало 99 человек. Во время Великой Отечественной войны деревня была оккупирована немецко-фашистскими захватчиками в июле 1941 года. На фронтах погибли 6 её жителей. В июле 1944 года освобождена. На 1960 год население деревни составляло 84 человека. 
В 1980-е годы деревня входила в состав совхоза «Гребенецкий». На 1997 год 10 домов, 19 жителей. 30 октября 2009 года в связи с упразднением Гребенецкого сельсовета вошла в Червенский сельсовет.

## Население
- 1897 — 10 дворов, 83 жителя.
- 1908 — 9 дворов, 66 жителей.
- 1917 — 29 дворов, 174 жителя (Чёрный Брод 1 + Чёрный Брод 2)
- 1926 — 20 дворов, 99 жителей.
- 1960 — 84 жителя.
- 1997 — 10 дворов, 19 жителей.
- 2013 — 4 двора, 6 жителей.